# Latvijci
Latvijci, tudi Letonci, Leti ali Lotiši, (latvijsko latvieši, litovsko leţlizt) so baltski narod, ki živi na območju današnje republike Latvije, nekoč dela nekdanje Sovjetske zveze. Pripadajo baltski skupini narodov, podobno kot Litovci. Njihov jezik je latvijščina. Ob latvijski obali Baltskega morja nekaj sto prebivalcev uporablja tudi staro livonščino. Latvijcev je približno 1.643.000, v sami Latviji jih živi približno 1.487.000.

## Zgodovina
Latvijci včasih sami sebe imenujejo s starim imenom Latvji, kar verjetno izvira iz besede latve, kar je bilo ime reke, ki naj bi tekla v vzhodni Latviji. Kasneje so, današnje ozemlje Latvijcev poselila finska plemena Livonci in potem je narod besedo spremenil v Latvis, kar pomeni "čistilci gozda." Nemški priseljenci v regiji so pričeli prebivalce imenovati kot Lette, in njihovo ozemlje kot Livlend. Latinsko ime Livonia, se je postopoma pričelo uporabljati za celotno območje današnje Latvije. Danes so, Latvijci in Litovci edina preživela naroda baltske skupine  Indo-evropske družine narodov.

## Latvijci po svetu
Po ocenah v različnih državah po svetu živi okoli 156.000 Latvijcev. Najštevilčnejše skupine izseljencev so v naslednjih državah:
- ZDA,96.070 do 102.000 (2009)[4]
- Združeno kraljestvo, 102.000 (2014)[5][6]
- Kanada, 27.870 (2006)[7]
- Nemčija, 27.752 (2014)[8]
- Brazilija, 25.000 (2002)[9][10][11]
- Irska, 20.593 (2011)[12]
- Avstralija, 201.124 (2011)[13]
- Rusija, 20.068 (2010)[14]
- Nova Zelandija, 20.000 (2004)[15]
- Norveška, 8.077 (2013)[16]
- Ukrajina, 5.079 (2001)[17]
- Švedska, 4.116 (2009)[18]
- Danska, 3.799 (2012)[19]
- Španija, 3.711 (2011)[20]
- Italija, 2.689 (2014)[21]
- Litva, 2.300 (2012)[22]
- Estonija, 2.198 (2016)[23]
- Francija, 1.702 (2007)[24]
- Belorusija, 1.549 (2009)[25]
- Nizozemska, 1.400 (2002)[26]
- Finska, 1.164 (2013)[27]
- Kazahstan, 1.123 (2009)[28]
- Švica, 736 (2006)[29]
- Belgija, 679 (2008)[30]
- Islandija, 654 (2013)[31]
- Turkmenistan, 500 (2010)
- Moldavija, 400 (2010)
- Portugalska, 383 (2010)[32]
- Venezuela, 300[33]
- Poljska, 293 (2011)[34]
- Gruzija, 200[35]
- Argentina, 200[35]
- Češka, 193 (2011)[36]
- Avstrija, 152 (2002)[37]
- Uzbekistan, 140 (2000)[38]
- Čile, 100[35]
- Grčija, 69 (2006)[39]
- Kirgizistan, 82 (2009)[40]
- Hrvaška, 11 (2001)[41]

## Jezik
Jezik Latvijcev je latvijščina, poimenovana tudi letonščina in je edini uradni jezik v Latviji. Govorijo jo Latvijci ter izseljenci in njihovi potomci po celem svetu. Latvijščina skupaj z litovščino ter izumrlima jezikoma staro pruščino in jatvinščino spada v baltsko skupino indoevropskih jezikov . Latvijščina je med baltskimi jeziki tudi najinovativnejša, kar pomeni, da je najmanj arhaična in najbolj oddaljena od skupnega prajezika.
Baltska plemena so se v današnji Latviji naselila na območju, kjer so prej živela ugrofinska ljudstva. Le-ta so jezikovno močno vplivala na razvoj latvijščine, ki se je tako znatno oddaljila od prabaltskega jezika. Od ugrofinskega substrata se je v Latviji do danes ohranila livonščina, ki jo govori nekaj sto ljudi ob latvijski obali Baltskega morja. Latvijščina se je izoblikovala na osnovi latgalščine, jezika starega vzhodnobaltskega plemena Latgalcev, in je pred 16. stoletjem asimilirala sorodne jezike sosednjih plemen: kuronščino, zemgalščino in zelonščino. Najstarejši pisni spomenik v latvijščini je psalter iz leta 1530, ki ga je prevedel Nicholas Ramm, nemški pridigar v Rigi.
Pozneje je na razvoj latvijščine najbolj vplivala nemščina, od drugih jezikov tudi livonščina, estonščina in ruščina. Območje Latvije je bilo tekom zgodovine politično povezano z nemškimi državami, Republiko obeh Narodov (poljsko-litvansko-beloruska zvezno državo), Švedsko in Rusijo. Tako v času, ko je Latvija bila del carske Rusije, kot tudi v obdobju sovjetske okupacije so se v Latvijo priselili številni Rusi, ne da bi se pri tem naučili latvijščine, kar je imelo izrazito negativen vpliv na jezikovne razmere v deželi. Teoretično je latvijščina bila eden dveh uradnih jezikov v Sovjetski Socialistični Republiki Latviji (poleg ruščine), vendar je bila dejansko izrinjena iz mnogih območij javnega življenja. Danes je latvijščina materni jezik skoraj 60 odstotkov prebivalcev države, toda le slabe polovice prebivalcev latvijskih mest. V devetdesetih letih tik po osamosvojitvi je Latvija prav tako kot sosednja država Estonija uvedla vrsto pravnih uredb, ki naj bi preprečile ogroženost jezika.
Abeceda latvijščine vsebuje 33 črk.
| črka              | A a | Ā ā | B b | C c | Č č | D d       | E e       | Ē ē    | F f | G g | Ģ ģ | H h | I i | Ī ī | J j | K k | Ķ ķ |
| izgovorjava (IPA) | ɑ   | ɑː  | b   | ʦ   | ʧ   | d         | a, ɛ      | aː, ɛː | f   | g   | ɟ   | x   | i   | iː  | j   | k   | c   |
| črka              | L l | Ļ ļ | M m | N n | Ņ ņ | O o       | O o       | P p    | R r | S s | Š š | T t | U u | Ū ū | V v | Z z | Ž ž |
| izgovorjava (IPA) | ɫ   | ʎ   | m   | n   | ɲ   | uɔ͡, o, oː | uɔ͡, o, oː | p      | r   | s   | ʃ   | t   | u   | uː  | v   | z   | ʒ   |

## Kultura
Latvijci delijo skupni jezik in imajo edinstveno kulturo s tradicijo, prazniki, običaji in umetnosti. Kultura in verske tradicije so nekoliko pod vplivom germanske, skandinavske in ruske tradicije. Latvijci imajo starodavno kulturo, saj arheološke najdbe segajo do tretjega tisočletja pred našim štetjem. Latvijci so ohranili precejšnjo povezavo in trgovino s svojimi sosedi, in  bližnjimi etničnimi bratranci Ugro-Finci, s sodobnimi  Estonci in s časoma tudi s Finci. Prvi znaki življenja človeka na ozemlju današnje Latvije segajo arheološko do 9. tisočletja pred našim štetjem, ki kažejo, da so bili prvi naseljenci lovci, ki so se naselili takoj po koncu zadnje ledene dobe.
Kolonizatorji z juga so  hitro prišli, kar je pomenilo selitev lovcev proti severu, kjer se je  polarna ledena kapa še naprej talila, ali proti vzhodu, na ozemlje današnjih držav Rusije, Belorusije in Ukrajine.
Starorimski zgodovinar Tacit omenja "Aestii" narode, za katere misli, da so prebivalci baltskih dežel in kateri  so še mirni in gostoljubni ljudje. Latvijska ljudstva so živela relativno nemoteno do papeške intervencije prek germanskega, Tevtonskiega viteškega reda in poskusa kolonizacije, ki se začne v prvi polovici 13. stoletja. Papežev odlok je določil Tevtonski viteški red za širjenje "Gospodove besede" in evangelij krščanstva v "neciviliziranih", "poganskih deželah." Poskus kristianizacije prebivalstva ni uspel, in Tevtonski viteški red se je na koncu prerazporedil proti jugu, v regijo, ki je bila nekoč znana kot vzhodna Prusija.
Jugovzhodni predel (Latgale), zaradi  relativno velikega etničnega ruskega prebivalstva, je ohranil velik ruski vpliv.

## Religija
Večina Latvijcev (okoli dve tretjini)  so pripadniki evangeličanske luteranske cerkve, dobra četrtina je Rimokatoličanov, predvsem v vzhodnem delu Latvije. V manjšem številu so Latvijci tudi pripadniki Latvijske Vzhodna pravoslavna cerkev|pravoslavne cerkve in drugih veroizpovedi.